# Echinosaura palmeri
Espèce
Synonymes
- Echinosaura horrida palmeri Boulenger, 1911

Echinosaura palmeri est une espèce de sauriens de la famille des Gymnophthalmidae.

## Répartition
Cette espèce se rencontre au Panama et en Colombie.

## Étymologie
Cette espèce est nommée en l'honneur de Mervyn Grove Palmer (1882-1954).

## Publication originale
- Boulenger, 1911 : Descriptions of new reptiles from the Andes of South America, preserved in the British Museum. Annals and Magazine of Natural History, sér. 8, vol. 7, no 37, p. 19-25 (texte intégral).